# Okol'ničij
Okol'ničij (in russo Окольничий?), era un antico rango nella gerarchia di corte a Mosca dall'epoca dell'invasione mongola della Russia fino alle riforme di governo introdotte dallo zar Pietro il Grande. Il termine deriva dal russo e significa vicino, ovvero che siede vicino allo zar.
I suoi compiti comprendevano l'incombenza di organizzare i viaggi e le sistemazioni dei principi di casa reale e dello zar e la sistemazione per gli ambasciatori di altre nazioni in visita e la loro presentazione a corte. 
All'inizio il loro numero era assai modesto, ma andò poi aumentando per l'aggiunta di ulteriori incombenze.
Un okol'ničij poteva essere messo a capo di un ministero o comandare un reggimento, ma anche essere un ambasciatore o un membro della duma.
All'inizio il rango di okol'ničij era secondo soltanto a quello di boiardo, visto che spesso avevano delle incombenze similari. Secondo alcune regole di corte, nessuno poteva essere nominato boiardo, se qualche membro della sua famiglia non era stato recentemente boiardo o okol'ničij. Conseguentemente, la posizione di Okol'ničij era un gradino per giungere alla posizione di boiardo per una persona non di nobile casato. Anche il principe Dmitrij Michajlovič Požarskij, nonostante fosse stato un rjurikido per nascita e  "Salvatore della Patria" per grazia reale, non poté assicurarsi una posizione più elevata di okol'ničij, poiché nessuno dei suoi parenti aveva mai avuto un rango più elevato di stolnik.
Sotto il regno dei Romanov, alle 18 famiglie più nobili della Moscovia era dato il privilegio di iniziare la loro carriera di cortigiani dal rango di okol'ničij senza passare per i gradi precedenti. Nella stessa epoca, la posizione di okol'ničij era suddivisa in due diversi livelli (okol'ničij lontano o okol'ničij vicino) ovvero il rango dei boiardi non vicini allo zar. Il termine derivava dal semi-formale rango derivante dalla facoltà di sedere a tavola più o meno vicini allo zar.